# Oratorio di San Giuseppe e della Santissima Trinità
L'oratorio di San Giuseppe e della Santissima Trinità è un edificio religioso sito in piazza Sant'Ambrogio nel centro storico di Varazze, in provincia di Savona. Sorge a fianco della collegiata parrocchiale di sant'Ambrogio.
Sede dell'omonima Confraternita

## Storia e descrizione
L'edificio è a navata unica di una trentina di metri di lunghezza e risale al XVI secolo, anche se originariamente la struttura ospitava un ospedale-ospizio fondato nel XII o XIII secolo. All'interno sono conservate otto tele raffiguranti episodi della vita di San Giuseppe, quattro delle quali opera del pittore genovese Giovanni Raffaele Badaracco (1645-1717), tre di ignoto e una di Francesco Campi realizzata nel 1713. Dietro l'altare in marmi policromi si staglia una tela seicentesca, mentre altre due tele del 1875 opere della savonese Veronica Murialdo si trovano nei muri laterali del presbiterio. Sempre nel presbiterio si collocano in due nicchie una pregevole statua della Madonna con Bambino e una di San Giuseppe risalenti forse alla fine del Cinquecento.
Vi sono poi un crocefisso processionale con decorazioni in argento di rara bellezza e una cassa processionale della Sacra Famiglia. Entrambe le opere furono eseguite da Anton Maria Maragliano. Di particolare interesse è l'organo a canne costruito da Francesco Nicola Bellosio nel 1778, riformato da Giovanni Mentasti nel 1877 e da Gerolamo Mordeglia nel 1925, restaurato dal M° Graziano Interbartolo nel 2010. Lungo le pareti corrono le panche in legno e gli scranni per Priore, Sottopriore e Maggiorenti risalenti al XVIII secolo. Vi sono poi conservati altri due crocefissi processionali, una Croce di Passione, una statua lignea del Cristo morto del XVIII secolo e una statua della Madonna Immacolata, anch'essa risalente al Settecento.